# Alció de manglar
L'alció de manglar (Halcyon senegaloides) és una espècie d'ocell de la família dels alcedínids (Alcedinidae) que habita les boscos costaners i manglars des de les costes del sud de Somàlia, cap al sud fins a l'est de Sud-àfrica, incloent les illes de Zanzíbar, Pemba i Mafia.